# 25e Infanteriedivisie (Hongarije)
De 25e Infanteriedivisie was een Hongaarse militaire eenheid in de Tweede Wereldoorlog. De eenheid werd in augustus 1940 opgericht als de 25e Infanteriebrigade.
De divisie gaf zich eind april 1945 over aan de Joegoslavische partizanen.

## Commandanten
- Brigadegeneraal Béla Gothay (15 september 1940 - 15 augustus 1942)
- Brigadegeneraal Imre Kálmán (15 augustus 1942 - 10 augustus 1943)
- Brigadegeneraal Béla Zsombolyay (10 augustus 1943 - 1 januari 1944)
- Brigadegeneraal Milály Ibrányi (1 januari 1944 - 1 juli 1944)
- Brigadegeneraal István Kozma (1 juli 1944 - 29 juli 1944)
- Brigadegeneraal Antal Benda (29 juli 1944 - september 1944)
- Brigadegeneraal László Hollósy-Kuthy (september 1944 - 10 oktober 1944)
- Generaal-majoor Ferenc Horváth (oktober 1944 - december 1944)
- Kolonel Gyula Kalkó (december 1944 - april 1945)